# نظرية الاضطراب الكوني
في علم الكونيات الفيزيائي، نظرية الاضطراب الكوني هي النظرية التي يتم من خلالها فهم تطور البنية في نموذج الانفجار العظيم. تستخدم هذه النظرية النسبية العامة لحساب قوى الجاذبية التي يؤدي لنمو اضطرابات صغيرة تنتهي بتكون النجوم والنجوم الزائفة والمجرات والعناقيد. تنطبق النظرية فقط على الظروف التي يكون فيها الكون متجانسًا في الغالب، مثلما هو الحال أثناء التضخم الكوني وأجزاء كبيرة من الانفجار الكبير. يُعتقد أن الكون لا يزال متجانسًا بما يكفي لتطبيق النظرية بشكل تقريبي على المقاييس الكبيرة، ولكن على المقاييس الأصغر، يجب استخدام تقنيات أكثر دقة، مثل محاكاة الجسم إن.
بسبب ثبات نظرية المقياس في النسبية العامة، فإن الصيغة الصحيحة لنظرية الاضطراب الكوني معقدة. حاليًا، هناك نهجان متميزان لنظرية الاضطراب في النسبية العامة الكلاسيكية:
- نظرية الاضطراب ذات المقياس الثابت المبنية على تورق الزمكان مع الأسطح الفائقة، و
- نظرية 1+3 الاضطراب ذات المقياس المتغير المستندة على ترابط الزمكان مع الإطارات المرجعية.

## نظرية الاضطراب ذات المقياس الثابت
تستند نظرية الاضطراب ذات المقياس الثابت على أساس ما طوره باردين (1980)، وداما وساساكي (1984)، بناءً على عمل ليفشيتز (1946). هذا هو النهج القياسي لنظرية الاضطراب في النسبية العامة لعلم الكونيات. يُستخدم هذا النهج على نطاق واسع لحساب تباين الخواص في إشعاع الخلفية الكونية الميكروي كجزء من نهج علم الكونيات الفيزيائي ويركز على التنبؤات الناشئة عن عمليات الاستخطاط التي تحافظ على ثبات المقياس فيما يتعلق بنماذج فريدمان لوميتر روبرتسون ووكر (إف إل آر دبليو). يعتمد هذا النهج بشكل كبير على استخدام أساليب تشبه الميكانيكا النيوتونية وعادةً ما تُستخدم خلفية إف إل آر دبليو كنقطة بداية تتطور الاضطرابات حولها. هذا النهج غير محلي ويعتمد على الاحداثيات لكنه ذي مقياس ثابت، إذ إن الإطار الخطي الناتج مبني من عائلة محددة من الأسطح الفائقة في الخلفية، والمربوطة بواسطة تخطيطات محافظة على المقياس لتوريق الزمكان. على الرغم من أن هذا النهج بديهي، فهو لا يتعامل بشكل جيد مع الطبيعية اللاخطية للنسبية العامة.

## نظرية 1+3 الاضطراب ذات المقياس المتغير
في علم الكونيات النسبية باستخدام ديناميكيات الترابط اللانغراجي الخاصة بإهلرز (1971) وإليس (1971) من المعتاد استخدام نظرية الاضطراب ذات المقياس المتغير التي طورها هوكينج (1966) وإليس وبروني (1989). بدلًا من البدء بخلفية والاضطراب بعيدًا عنها، يمكن البدء بالنسبية العامة الكاملة وتبسيط النظرية بشكل منهجي إلى نظرية خطية حول خلفية معينة. هذا النهج محلي وذي مقياس ثابت ومتغير ولكن يمكن أن يكون غير خطي لأن النهج مبني حول إطار رصدي محلي مسايري يُستخدم لربط الزمكان بأكمله. ينتج هذا النهج لنظرية الاضطراب معادلات تفاضلية ذات رتبة مناسبة لوصف درجات الحرية الفيزيائية الحقيقية والتي لا تمتلك أوضاع قياس غير فيزيائية. من المعتاد التعبير عن النظرية بطريقة مستقلة عن الاحداثيات. بالنسبة لتطبيقات النظرية الحركية، ونظرًا لضرورة استخدام حزمة المماس الكامل، يصبح من المناسب استخدام الصيغة الرباعية لعلم الكون النسبي. يتطلب تطبيق هذا النهج على حساب التباين في إشعاع الخلفية الكونية الميكروي استخطاط النظرية الحركية النسبية الكاملة التي طورها قورن (1980)، وإليس وماترلفيرز وتريكيوكس.